# Fregaty rakietowe typu Álvaro de Bazán
Fregaty rakietowe typu Álvaro de Bazán – hiszpańskie fregaty rakietowe wyposażone w system kierowania ogniem AEGIS. Pierwsza jednostka serii weszła do służby w 2002. Okręty znane są także pod oznaczeniem F-100. Pomimo że w Hiszpanii w powszechnym użyciu jest stosowane określenie fregaty, ze względu na wielkość (wyporność ponad 6000 ton),  okręty te są niszczycielami rakietowymi, i takie nazewnictwo stosuje m.in. Australia. W oparciu o projekt okrętu, powstały fregaty rakietowe typu Fridtjof Nansen dla Norwegii i niszczyciele rakietowe typu Hobart dla Australii.

## Historia
W związku z potrzebą posiadania nowych jednostek eskortowych Hiszpania przystąpiła w 1983 do prac nad wspólnym europejskim typem fregaty oznaczonym jako NFR-90. W 1989 z powodu różnych wymagań wobec projektowanych fregat, projekt anulowano. Korzystając z doświadczeń wyniesionych z prac nad projektem NFR-90, w Hiszpanii rozpoczęto prace nad własnym typem fregat rakietowych które otrzymały oznaczenie typ F-100. Głównym zadaniem nowych okrętów miało być zapewnienie ochrony przeciwlotniczej. Wstępne założenia projektowe zostały określone w 1992. Planowano budowę czterech okrętów o wyporności ok. 4500 t, które miały być zbudowane z możliwie jak największym udziałem komponentów produkcji krajowej. Podjęto decyzję o zainstalowaniu na okrętach systemu kierowania ogniem AEGIS, wyposażonego w najnowszą wersję radaru SPY-1D.
Budowa pierwszego okrętu serii rozpoczęła się 31 stycznia 1997 w stoczni Izar w Ferrol. Prowadzono ją w ścisłej współpracy z ekspertami z US Navy. Wodowanie pierwszego okrętu serii, który otrzymał imię "Álvaro de Bazán" miało miejsce 31 października 2000. Okręt wszedł do służby 19 września 2002.

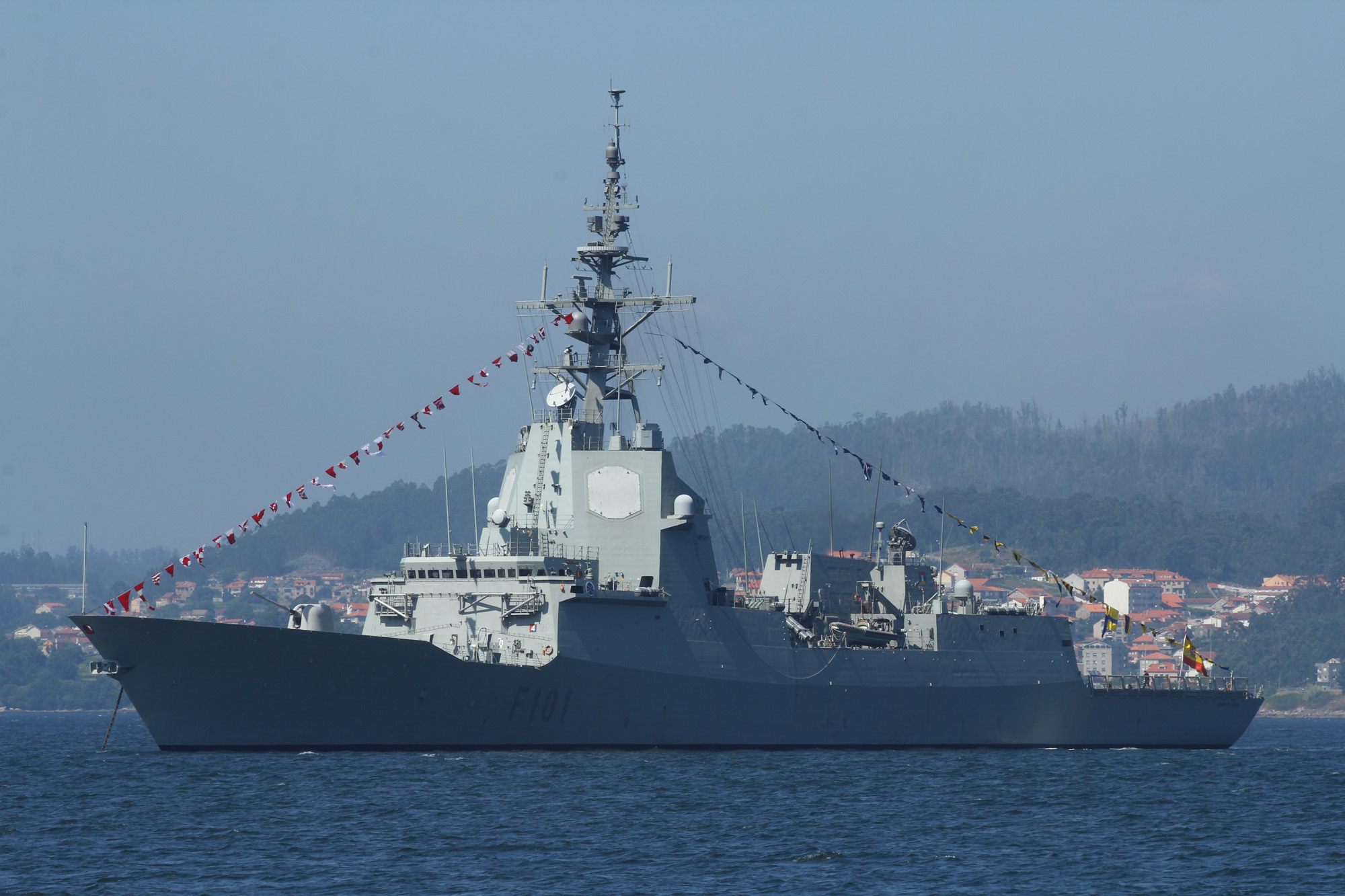
Sylwetka okrętu

## Okręty
- Álvaro de Bazán – (F101) – pierwszy okręt typu, położenie stępki 31 stycznia 1997, wodowanie 31 października 2000, wejście do służby 19 września 2002
- Almirante Juan de Borbón – (F102) – położenie stępki październik 2001, wodowanie 28 lutego 2002, wejście do służby 3 grudnia 2003
- Blas de Lezo – (F103) – wodowanie 16 maja 2003, wejście do służby grudzień 2004
- Méndez Núñez – (F104) – rozpoczęcie budowy 16 maja 2003, wodowanie listopad 2004, wejście do służby marzec 2006
- Cristóbal Colón[2] – (F105) – wejście do służby 23-10-2012
- Juan de Austria – (F106) – anulowany